# Radio Kerne
Radio Kerne (litt. « Radio Cornouaille » en breton) est une radio associative bretonne, créée en 1998, qui diffuse des émissions dans le département français du Finistère, exclusivement en langue bretonne. Elle émet sur trois fréquences : 90,2 (Quimper), 92,0 (Douarnenez) et 97,5 (Concarneau). 
Une nouvelle antenne  en RNT a été ouverte en juillet 2019 à Nantes, à la suite de la validation du projet par le CSA en janvier 2018,. Il s'agit de la seule antenne en langue bretonne du département de Loire-Atlantique. En 2021, la radio créée un poste de journaliste à Rennes en vue de se développer dans le pays rennais.

## Contenu
Radio Kerne est une radio généraliste diffusant 60 heures d’émissions en langue bretonne chaque semaine, actualité, reportages, chroniques. La radio accorde une place importante à la programmation musicale, avec un programme musical axé autour la musique bretonne, musiques actuelles et musiques du monde. Radio Kerne est la radio associative la plus écoutée des 36 radios bretonnes, avec 5.200 auditeurs quotidiens,.
Elle fonctionne également avec un échange de programmes au sein du réseau des radios associatives en langue bretonne « Brudañ ha Skignañ ».

## Partenariats et financements
Radio Kerne est soutenue par le Conseil régional de Bretagne et le Conseil Général du Finistère.
Radio Kerne et Radio Kerne Naoned font partie du réseau de radios associatives en langue bretonne « Brudañ ha Skignañ », qui regroupe Radio Kreiz Breizh, Radio Bro Gwened, Arvorig FM, Radio Kerne et Radio Kerne Naoned. Ce réseau est soutenu par le Conseil régional de Bretagne, et les conseils départementaux du Finistère, du Morbihan et des Côtes-d'Armor. Il permet aux radios associatives de produire un journal d'information quotidien en langue bretonne basé sur la mise en commun du travail des journalistes des différentes rédactions.
Le projet d'ouverture de l'antenne  en RNT à Nantes a été soutenu financièrement par la Redadeg à hauteur de 30.000 euros , et a été récompensé par les prix de l’avenir de la langue bretonne 2019, dans la catégorie association.
Radio Kerne Naoned est membre de la FRAP (Fédération des Radios Associatives en Pays de la Loire).